# Dominique Randle
Dominique Jaylin Abrena Randle (* 10. Dezember 1994 in Sammamish, Washington) ist eine in den USA geborene philippinische Fußballspielerin.

## Karriere

### Vereine
Nachdem sie in ihrer Jugend für die Mannschaft der Skyline High School und beim Eastside FC gespielt hatte, startete sie ihre College-Laufbahn im Jahr 2012 mit den USC Trojans. Ihre Spielzeit hier war aber begrenzt, womit sie öfters ausfiel. So beendete sie ihre Zeit hier erst im Jahr 2017.
Danach fand sie aber erst einmal keinen Klub. Erste Kontakte hatte sie dann im Vorfeld der NWSL-Saison 2022, wo sie vom Angel City FC für ein Probetraining eingeladen wurde. Hier wurde aber nichts draus und so schloss sie sich im Februar 2023 dann final Þór/KA in Island an.

### Nationalmannschaft
Bei der A-Nationalmannschaft debütierte sie beim 1:0-Auftaktsieg über Thailand bei der Asienmeisterschaft 2022.  Am Ende erreichte ihre Mannschaft hier erstmals in der Geschichte den Halbfinaleinzug. Zwar verlor sie mit ihren Mitspielerinnen gegen Südkorea, jedoch gelang so auch die erste Qualifizierung für eine Weltmeisterschaft.
Am 9. Juli 2023 wurde sie dann für den Kader bei der Weltmeisterschaft 2023 nominiert.